# Henry Threadgill
Henry Threadgill (né le 15 février 1944 à Chicago dans l’État de l’Illinois) est un compositeur, saxophoniste, clarinettiste, flûtiste et percussionniste de jazz américain. Membre de l’AACM, il a notamment animé le trio Air, le septette Very Very Circus, les groupes Make A Move ou Zooid.
Multi-instrumentiste, il a ajouté à sa collection d’instruments à anches un instrument à percussion de son invention : le « hubkaphone », série d'enjoliveurs de roues de voitures (en anglais : hubcaps).
Sa fille Pyeng Threadgill est chanteuse de indie pop et jazz, et a sorti 3 albums.
En 2016, il reçoit le prix Pulitzer de musique pour In for a Penny, in for a Pound.